# Hans Rein (Elektrotechniker)
Hans Rein (* 8. Mai 1879 in Eisenach; † 11. April 1915 in Maizeray, bei Verdun) war ein deutscher Elektroingenieur. Er ist durch seine Beiträge als Pionier der frühen Funktechnik bekannt und gilt als Entwickler der „Vielton“-Sender.

## Leben
Hans Rein war der älteste Sohn des Jenaer Pädagogen und Universitätsprofessors Wilhelm Rein (1847–1929) und seiner Frau Marianne geb. von Heerwart (1859–?). Er besuchte zunächst das Gymnasium bis Ostern 1899. Danach studierte er Elektrotechnik in Jena, Berlin-Charlottenburg und Darmstadt. Nach Abschluss des Studiums arbeitete er als Helfer bei Karl Wirtz im Elektrotechnischen Institut der Hochschule in Darmstadt. Dort erhielt er auch schon früh ein Patent. Zu seinen Experimenten und der damit vorangetriebenen Weiterentwicklung früher Funksender veröffentlichte er im Jahr 1910 das Buch: „Das radiotelegraphische Praktikum an der Technischen Hochschule in Darmstadt“, das schon nach einem Jahr vergriffen war. Im Jahr 1912 erschien eine zweite Auflage.
Im Mai 1909 übernahm er eine Stelle im Laboratorium für drahtlose Telegraphie bei der C. Lorenz A.G. in Berlin. Dort arbeitete er vor allem mit Otto Scheller sehr eng zusammen. Schwerpunkt seiner Arbeit war die Verbesserung des Lichtbogens zur Nutzung der Lizenz für den Lichtbogensender des dänischen Erfinders Valdemar Poulsen, die C. Lorenz drei Jahre zuvor erworben hatte. Nachdem der Gründer des Laboratoriums Walter Hahnemann das Unternehmen verließ, um einige Jahre bei der Kaiserlichen Marine zu dienen, stieg Hans Rein zum neuen Vorstand auf.
Ab 4. August 1914 diente auch Hans Rein als Soldat im Ersten Weltkrieg und wurde als Oberleutnant mit dem Eisernen Kreuz ausgezeichnet. Ende März 1915 wurde seine Einheit nach Sedan verlegt und am 11. April 1915 starb er bei Maizeray durch eine Granate. Auf dem Friedhof Dompierre, östlich von Verdun, wurde er beerdigt.

## Leistungen
Mit Unterstützung seines Kollegen und Freundes Otto Scheller, entwickelte Hans Rein unter anderem die von C. Lorenz als „Vielton“-Sender vermarktete Anordnung eines Ton- und eines Hochfrequenz-Schwingungskreises, die an einen Gleichstromsender geschaltet waren. Mit einem Tastenwerk ließen sich acht verschieden hohe Töne einstellen, so dass neben den Morsezeichen auch für die jeweils gewählte Tonhöhe eine Bedeutung verabredet werden konnte.
Am Bau einer elektrostatischen Hochfrequenzmaschine nach der von Rudolf Goldschmidt erfundenen Technik war er maßgeblich beteiligt und auch auf dem Gebiet der „Hochfrequenzmessungen“, wie das spätere Fachgebiet für Radartechnik zunächst genannt wurde, brachte er zahlreiche Verbesserungen und Anregungen für neue Einrichtungen ein. Das von ihm verfasste, aber erst nach seinem Tod von Karl Wirtz herausgegebene „Lehrbuch der drahtlosen Telegraphie“ war ein vielzitiertes Standardwerk der noch jungen Technik.

## Werke
- Das radiotelegraphische Praktikum an der Technischen Hochschule in Darmstadt, Julius Springer, 1910.
- Der radiotelegraphische Gleichstrom-Tonsender (Dissertation), Dr. von Hermann Beyer & Söhne, 1912.
- Lehrbuch der drahtlosen Telegraphie, nach dem Tod des Verfassers herausgegeben von Karl Wirtz, Julius Springer, 1917.